# Nervositeit
Bij iemand die nerveus is zijn alle zintuigen overmatig alert, waardoor iedere prikkeling een reactie veroorzaakt die groter is dan in andere omstandigheden te verwachten zou zijn. Verschijnselen bij nervositeit kunnen zijn: een verhoogde hartslag, duizeligheid, verminderde eetlust of buikklachten. De oorzaak is vaak dat men iets verwacht en daar op moet wachten. De tijd tussen dat wat men verwacht en het moment waarop men daar op gaat wachten is de tijd waarin je nervositeit of zenuwachtigheid ervaart. Sommigen ervaren dit als gezonde spanning, anderen als een naar gevoel.

In de typologie van Heymans is het nerveuze type iemand die emotioneel is, maar niet actief (lijkt soms actief, maar dat is eerder drukdoenerij). 